# Aaron Tveit
Aaron Kyle Tveit est un acteur et chanteur américain, né le 21 octobre 1983.
Il est connu pour son rôle de Gabe dans la comédie musicale Next to Normal, ainsi que celui de Frank Abagnale Jr. dans l'adaptation musicale Catch Me If You Can, basée en grande partie sur le film Arrête-moi si tu peux. Il est aussi connu pour son interprétation du révolutionnaire Enjolras dans l'adaptation de Les Misérables de 2012.

## Biographie
Aaron Tveit est né à Middleton, New York. Il obtient son diplôme à la Middletown High School en 2001, où il s’intéressait à la fois au théâtre et aux sports : il jouait au golf, football et basketball, tout en apparaissant dans diverses productions théâtrales de son école. Il a renoncé à une bourse pour des études de commerce afin de se consacrer au chant, une décision soutenue par ses parents. Après un an d’université au Ithaca College, il décide de se spécialiser dans les comédies musicales.

### Carrière

#### Carrière musicale
Aaron Tveit quitte l’Ithaca College après deux ans d’études, pour rejoindre la tournée nationale de Rent, où il interprète le rôle de Roger. Il est ensuite recruté pour jouer Link Larkin dans la tournée nationale de la comédie musicale Hairspray, rôle qu'il reprend à Broadway.
Entre août et septembre de l’année suivante, il joue D’Artagnan dans l’adaptation musicale des Trois Mousquetaires. En juillet 2007, il joue dans Matt dans la comédie musicale Calvin Berger.
En 2008, Aaron prend le rôle de Gabe dans la production Next to Normal, pour lequel il reçoit une nomination au Lucille Lortel Award. Il joue ensuite dans l'adaptation musicale de Saved! en juin 2008. Durant le même mois, il obtient le rôle de Fiyero dans Wicked, qu’il quitte en novembre pour reprendre son rôle dans Next to Normal. En 2009, le Helen Hayes Award lui est attribué.
Aaron quitte à nouveau Next to Normal en juin 2009 pour se préparer au rôle de Frank Abagnale Jr. dans l’adaptation musicale d'Arrête-moi si tu peux, qui doit débuter à Seattle pendant l'été 2009. Tveit retourne ensuite à Next to Normal jusqu’en janvier 2010, où il est nommé dans la liste des 37 comédiens les plus séduisants au théâtre par le site AfterElton.com.
Il joue le rôle de Roger dans la production de Rent au Hollywood Bowl, mise en scène par Neil Patrick Harris. Aaron reprend ensuite le premier rôle de Catch Me If You Can (l'adaptation d'Arrête-moi si tu peux), qui sera à Broadway du 10 avril au 4 septembre 2011. Pour ce rôle, il est nommé au Outer Critics Circle Award, au Drama League Award et au Fred Astaire Award for Best Male Dancer on Broadway.
En avril 2011, il apparaît sur la couverture du magazine Vanity Fair pour son rôle dans Catch Me If You Can.
En 2012, Aaron Tveit participe à la lecture privée d’une nouvelle comédie musicale, basée sur le film d’animation Anastasia où il interprète le personnage de Dimitri. En revanche, il n’est pas prévu qu'il tienne un rôle sur scène.
Aaron va jouer en 2016 dans la comédie musicale Grease: Live! dans le rôle de Danny Zucco aux côtés des comédiennes Vanessa Hudgens et Julianne Hough.

#### Carrière d'acteur
Aaron Tveit fait ses débuts au cinéma au côté Ricky Gervais dans La Ville fantôme, et obtient le rôle de Trip Van Der Bilt, le cousin de Nate Archibald, dans 10 épisodes de la série Gossip Girl. Il fait également une apparition dans un épisode de la série Ugly Betty (il y joue le petit-ami de l'héroïne). Il obtient aussi un petit rôle dans New York, police judiciaire. Aaron joue l'un des rôles majeurs du film Howl de Rob Epstein ; il y incarne Peter Orlovsky aux côtés de James Franco.
Aaron Tveit joue le rôle du jeune révolutionnaire idéaliste Enjolras dans le film Les Misérables, sorti fin 2012.
À partir de l'été 2013, il obtient l'un des rôles principaux dans la nouvelle série télévisée Graceland, où il campe le personnage de Mike Warren.
Depuis juin 2016, il incarne également Gareth Ritter dans la série BrainDead aux côtés de Mary Elisabeth Winstead et Tony Shalhoub.

## Vie privée
Tveit a déménagé à Manhattan en 2006 où il a d'abord vécu dans le quartier de Hell's Kitchen.  De 2007 à 2020, il a vécu à Astoria, Queens .
Il sort avec Ericka Hunter Yang, sa co-vedette de Moulin Rouge et de Schmigadoon, depuis 2017.

## Filmographie

### Cinéma

#### Films
- 2007 : La Ville fantôme : l'anesthésiste
- 2010 : Howl : Peter Orlovsky
- 2011 : Girl Walks into a Bar : Henry
- 2012 : Les Misérables : Enjolras
- 2012 : Premium Rush : Kyle
- 2013 : A Dream of Flying : Le jeune homme
- 2015 : Big Sky : Pru
- 2016 : Undrafted : John "Maz" Mazzello
- 2016 : Better Off Single : Charlie
- 2016 : Grease: Live! : Danny Zucco
- 2017 : Created Equal : Tommy Reilly
- 2018 : Out of Blue : Tony Silvero

### Télévision

#### Séries télévisées
- 2009-2012 : Gossip Girl : William Sebastian « Tripp » Vanderbilt III (10 épisodes)
- 2010 : Ugly Betty : Zachary Boule (saison 4, épisode 16)
- 2010 : New York, unité spéciale : Jan Eyck (saison 11, épisode 20)
- 2011 : New York, unité spéciale : Stevie Harris (saison 13, épisode 2)
- 2011 : Body of Proof : Skip (saison 2, épisode 5)
- 2011 : The Good Wife : Spencer Zschau (saison 3, épisode 7)
- 2013-2015 : Graceland : Mike Warren
- 2016 : BrainDead : Gareth Ritter
- 2017 - 2019 : The Good Fight : Spencer Zschau (2 épisodes)
- 2019 : The Code : Matt Dobbins (épisode: "Back on the Block")
- 2021 : American Horror Stories : Adam (saison 1, épisode 2) / Jay Gantz  (épisode 6)
- 2021 : Schmigadoon! : Danny Bailey (saison 1) / Topher (saison 2)
- 2024 : Earth Abides : Charlie

#### Téléfilms
- 2020 : Escapade royale à Noël (One Royal Holiday) de Dustin Rikert : James Galant

### Théâtre
- 2003 : Footloose :  Garvin
- 2004 : Rent : Steve, u/s Roger, Mark
- 2006-2007 : Hairspray : Link Larkin (du 18 juillet 2006 au 18 janvier 2007)
- 2007 : Calvin Berger : Matt
- 2007 : The Three Musketeers : D'Artagnan (du 21 août 2007 au 09 septembre 2007)
- 2008 : Saved! : Dean
- 2008-2009 : Wicked : Fiyero (du 24 juin 2008 au 09 novembre 2008 et du 29 janvier 2009 au 09 mars 2009)
- 2009-10 : Next to Normal : Gabe Goodman (du 27 mars 2009 au 03 janvier 2010)
- 2009 : Catch Me If You Can : Frank Abagnale, Jr.  (28 juillet 2009 au 1er août 2009)
- 2010 : Rent : Roger Davis (06 août 2010 au 08 août 2010)
- 2011 : Catch Me If You Can : Frank Abagnale, Jr.  (du  11 mars 2011 au 4 septembre 2011)
- 2014–15 : Assassins : John Wilkes Booth
- 2017 : Company : Robert
- 2018–20 : Moulin Rouge! : Christian(27 juin 2018 au 08 mai 2022)